# Mola de Sellui
El Molí Mola de Sellui és una obra de Baix Pallars (Pallars Sobirà) inclosa a l'Inventari del Patrimoni Arquitectònic de Catalunya.

## Descripció
L'edifici es troba cobert de vegetació a tot el seu exterior, excepte la façana frontal. L'interior és lliure de vegetació. La teulada es troba completament enfonsada. També es troba parcialment derruït el sostre de la cambra de la turbina, situada sota la planta on es molia (per tant una part del terra d'aquesta planta també està enfonsada). Per sobre del molí hi ha una bassa d'aigua a la qual s'hi portava l'aigua del riu mitjançant una séquia. De la bassa es feia caure l'aigua fins a la turbina del molí a través d'una canonada de ferro. L'estat de conservació de la bassa és mitjà, i la canonada està tallada per on passa el camí d'Ancs (es va haver de tallar durant els treballs d'ampliació del camí). A més a més de moldre farina, el molí també va fer funcionar un alternador, subministrant electricitat a set pobles: Sellui, Balestui, Bretui, Montcortés, Ancs, Mencui (a uns 3,5 km de distància en línia recta) i Estac (a uns 5,6 km de distància en línia recta).
La roda dentada de la pedra de la mola té dents de fusta.
Abans de ser abandonat del tot, l'edifici es va fer servir de garatge per a un cotxe, per la qual cosa el portal va ser lleugerament ampliat i es va posar un afegit a la porta.